# 喜厌氧菌属
喜厌氧菌属（学名：Anaerophilus）是梭菌科下的一个属。本属惟一种产亚硝酸盐喜厌氧菌 是从中国新疆的盐湖沉积物中分离出来的。

## 下属物种
本属包括以下物种：
- 产亚硝酸盐喜厌氧菌 Anaerophilus nitritogenes